# Austrijsko Nadvojvodstvo
Austrijsko Nadvojvodstvo (lat. Archiducatus Austriae, njem. Erzherzogtum Österreich) bila je jedna od najznačajnijih država Svetoga Rimskog Carstva i jezgra Habsburške monarhije. Sa svojim glavnim gradom u Beču, Nadvojvodstvo je bilo u središtu jugoistočne periferije Carstva.
Njegovo današnje ime potječe od franačkoga izraza Oustrich – ‘Istočno Kraljevstvo’ (istočno od Franačkoga Kraljevstva). Nadvojvodstvo se razvilo iz bavarske Markgrofovije Austrije, koju je car Fridrik I. Barbarossa uzdignuo u Austrijsko Vojvodstvo prema Privilegium Minus iz 1156. godine. Dinastija Habsburg došla je na austrijsko prijestolje u Beču 1282., a 1453. godine car Fridrik III., ujedno i vladar Austrije, službeno je usvojio nadvojvodsku titulu. Od 15. stoljeća nadalje svi rimsko-njemački carevi (osim jednoga) bili su austrijski nadvojvode, a stjecanjem češke i ugarske krune 1526. godine, habsburške nasljedne zemlje postale su središte velike europske sile.
Povijest Nadvojvodstva kao carske države završila je raspadom Svetoga Rimskog Carstva 1806., a zamijenjeno je Donjom i Gornjom Austrijom, krunskim zemljama Austrijskoga Carstva i Austro-Ugarske Monarhije.